# Podloznik
Podloznik (en serbe cyrillique : Подлозник) est un village de Bosnie-Herzégovine. Il est situé sur le territoire de la ville d'Istočno Sarajevo, dans la municipalité de Pale et dans la république serbe de Bosnie. Selon les premiers résultats du recensement bosnien de 2013, il compte 11 habitants.

## Géographie
Le village est situé au sud-est du mont Romanija, au bord de la rivière Loznica, un affluent de la Prača.

## Démographie

### Évolution historique de la population dans la localité
| 1948 | 1953 | 1961 | 1971 | 1981 | 1991 | 2013 |
| ---- | ---- | ---- | ---- | ---- | ---- | ---- |
| -    | -    | 143  | 73   | 65   | 40   | 11   |

|  |